# Куйваярви (озеро, Лоухский район)
Куйваярви — пресноводное озеро на территории Кестеньгского сельского поселения Лоухского района Республики Карелии.
Находится на территории национального парка «Паанаярви».

## Общие сведения
Площадь озера — 1,4 км². Располагается на высоте 283,2 метров над уровнем моря.
Форма озера продолговатая: оно почти на четыре километра вытянуто с юго-запада на северо-восток. Берега каменисто-песчаные, преимущественно возвышенные.
С северной стороны Куйваярви вытекает безымянная протока, впадающая в озеро Селькяярви, сток из которого осуществляется в двух направлениях:
- в озеро Сохнома, через которое протекает река Селькяйоки;
- в озеро Кайтаярви, сток из которого также происходит в реку Селькяйоки.

Селькяйоки впадает в озеро Паанаярви, через которое протекает река Оланга, в свою очередь, впадающая в Пяозеро.
Населённые пункты и автодороги вблизи водоёма отсутствуют.
Код объекта в государственном водном реестре — 02020000711102000002156.